# Акулиничев, Иван Тимофеевич
Иван Тимофеевич Акулиничев (19 июня [2 июля] 1915, Георгиевка, Тобольская губерния — 2 января 2000, Москва) — советский радиоконструктор, доктор медицинских наук, профессор, полковник медицинской службы, автор более восьмидесяти научных работ и двадцати изобретений, изобретатель аппарата для векторкардиографии, член редколлегии журнала «Радио».

## Биография
Иван Тимофеевич Акулиничев 19 июня (2 июля) 1915 года в деревне Георгиевка (ныне — в Кормиловском районе Омской области).
Учился в Куликовской школе крестьянской молодежи. В 1927 году самостоятельно собрал детекторный приёмник, позволяющий слушать радиопередачи из Москвы. Работал монтёром на Омской телефонной станции, один из активных членов омской секции Общества друзей радио СССР. Заочно окончил Одесский электротехнический институт связи. В 1941 году окончил Омский медицинский институт. В годы войны служил начальником 41-го войскового санитарного поезда, 61-го эвакуационного пункта 11-й армии Северо-Западного фронта, помощником начальника 1-го отдела полевого эвакуационного пункта № 15 на 1-м Белорусском фронте. Закончил войну в Берлине в звании подполковника медицинской службы.
В 1945 году был назначен начальником советского военного санатория под Прагой. Работу совмещал с разработкой низкочастотных усилителей. В 1948 году опубликовал описание прибора для контроля электрокардиографии. Затем он сконструировал векторкардиограф и вектор-кардиоскоп, позволяющий наблюдать работу сердца в трех измерениях. Также он предложил оригинальный метод регистрации векторкардиографии. Векторкардиограф позволяет записывать и электрокардиографию. Эта разработка стала основой для докторской диссертации.
С июня 1959 года Иван Акулиничев работал начальником медицинского отдела подготовки космонавтов в Институте космической медицины, ответственным за медицинское обеспечение космических полётов на кораблях серии «Восток». Для медицинского контроля за состоянием космонавтов и сбора научной информации под его руководством была разработана специализированная бортовая медицинская аппаратура «Вега-А». Она обеспечивала непрерывную передачу данных электрокардиографии и частоты дыхания космонавта в Центр управления полетами.
Иван Акулиничев был членом стартовых бригад по запуску в космос Юрия Гагарина, Германа Титова, Андрияна Николаева и Валентины Терешковой. Акулиничев был первым человеком, который прикоснулся к Юрию Гагарину после возвращения космонавта на Землю.
С 1963 года входит в редакционную коллегию журнала Радио.
В 1964 году Иван Акулиничев был награждён золотой медалью Христофоpa Колумба, учреждённой Генуэзским институтом международных связей за работы по использованию средств радиоэлектроники в гуманных целях.
Урна с прахом захоронена в секции № 5 «открытого» колумбария № 2 Центральной (новой) территории Николо-Архангельского кладбища.

## Награды и звания
- Два ордена Красной Звезды
- Орден Трудового Красного Знамени
- Орден Отечественной войны II степени
- Медаль «За победу над Германией в Великой Отечественной войне 1941—1945 гг.»
- Медаль Колумба